# UNDER17
UNDER17（アンダーセブンティーン）は、桃井はること小池雅也により “萌えソングをきわめる”ことを目的に結成された音楽ユニット。通称「アンセブ」。

## 構成員
- 桃井はるこ - ヴォーカル
- 小池雅也 - ギター

元々は作品ごとに適した人材に歌手や作曲を依頼し、桃井は監督としてそれに携わって、作品によって自らも歌手・作曲に関わるという形で構想された。その為、初期の雑誌の取材などではこの二人以外の幻となった人員が存在する。

### 補助人員
- 熊木宏尚 - ベース
- 宇野怜二 - ドラムス
- 主堂敬親 - キーボード

### 踊り子
- 澤田夏子
- 平塚美和子

## 概要
桃井は2001年に「いちご打」という成人向けゲームの主題歌「いちごGO!GO!」を作曲し話題となったが、成人向けゲームが後ろめたいものであったことから、製作側の配慮により名前は記載されず、桃井側も敢えてそれを公表することはなかった。
しかし、次第にゲームの主題歌に求められているもの、「萌える曲」を極める自信が強まり、「21世紀、ほんものの萌えソングをつくれるのは桃井はるこしかいない」との確信を得て、堂々と自らが責任を持って作曲していることを示すことにし、それがUNDER17となった。
"UNDER17"は十八歳未満禁止で販売されているゲームであっても、心は純粋であることを示すために敢えて18より下の年齢を名乗るということと、実際に十八歳未満であってゲームは遊べなくとも、楽曲はそれと関係なく聴くことができるということから名付けられている。
当初はスクールメイツのように多くの踊り子に踊って貰う中で歌うという構想だったが、予算の関係から却下され、神社で見た狛犬から発想を得て二人の踊り子に左右で踊って貰うことになった。
相方となった小池は、既に1997年にもあいはることして製作した"GURA GURA"で編曲を担当、2000年の"Mail Me"でも編曲とギター演奏を担当している。UNDER17結成前には、同じ二人による「Poly-Phonic」という名義での活動もあり、こちらは特に萌えにこだわることのない曲で、UNDER17が本格的に立ち上がるまでは並行して活動していた。

## 経歴
2002年2月に立ち上げられ、4月29日のキャラフェス2002春で本格的に登場。当初は「いちご打」を開発したWitchと協力して活動を展開した。年内は成人向けPCゲームを中心に楽曲を提供し、コミックマーケットなど関連する催しを中心にライブを行っていく。
2003年1月、TVアニメ『MOUSE』のOPに主題歌が採用されて以降は知名度を上げ、年末には初の単独ライブをCLUB CITTA'で行い最大収容人数に当たる1,300人の動員を得た。
結成当初には聞きなれない言葉であった「萌えソング」も、2004年には「萌え！」が度々流行語大賞の月間上位に入るなどする中で知られるようになってゆき、ゲーム・アニメ・ラジオなどに数多くの楽曲を提供して、東京・大阪・名古屋単独公演を行うほどの人気を博することになる。しかし、双方の目指す方向性の違いとUNDER17以外の音楽活動を禁じていた桃井の肉体的・精神的限界から、2004年9月に解散を発表し、11月20日の横浜BLITZでの公演を以て解散している。

### 復活
2008年8月31日に行われた「Animelo Summer Live 2008 -Challenge-」に桃井が出演者として参加する中で小池がゲストサポートメンバーとして参加し、一日限りの復活があった。
2020年に、「萌えソング自体なかなか語られる機会がなく、このままでは時代に埋もれてしまう」という危機感から設けられた、「ススメ★萌でんぱ少年!! 大復活祭2020!! ～過ぎさりし萌をもとめて～」でも復活が決まった。

## 逸話
- 眼鏡

UNDER17としての桃井は常に眼鏡を着用しているが、これは視力が悪い為ではなく、「ヲタクの目線と同じ目線で物事を見ている」ことを表現するためである。眼鏡を着用することで、桃井はアンセブとしての自己に心を切り替えていた。解散を発表した横浜ブリッツでの最終公演で、眼鏡を舞台に置いて去っている。
Animelo Summer Live 2008にてサプライズで復活した際は、ステージ上に小池が登場し、桃井が小池から眼鏡を受け取って着用するという形でファンを盛り上げた。
- Perfume

2004年に行われたPerfumeのライブにゲスト出演している。

## ディスコグラフィ

### シングル
1. マウス Chu マウス（2003年1月26日発売 / LACM-4083）オリコン68位
  - 全作詞・作曲：桃井はるこ、全編曲：小池雅也

  1. マウス Chu マウス - TVアニメ『MOUSE』OP主題歌
  2. い・ん・て・りMOUSE -Optical Mix- - TVアニメ『MOUSE』ED主題歌
  3. マウス Chu マウス(off vocal)
  4. い・ん・て・りMOUSE -Optical Mix-(off vocal)
2. ラブスレイブ（2004年7月22日発売 / LACM-4135）オリコン55位
  - 全作詞・作曲：桃井はるこ、全編曲：小池雅也

  1. ラブスレイブ - TVアニメ『DearS』OP主題歌
  2. 1+1 - TVアニメ『DearS』イメージソング
  3. ラブスレイブ(off vocal)
  4. 1+1(off vocal)
3. くじびきアンバランス（2004年8月25日発売 / LACM-4144）オリコン68位
  - 全作詞・作曲：桃井はるこ、全編曲：小池雅也

  1. くじびきアンバランス - OVA『くじびきアンバランス』OP主題歌
  2. かがやきサイリューム - OVA『くじびきアンバランス』ED主題歌
  3. くじびきアンバランス(off vocal)
  4. かがやきサイリューム(off vocal)

### アルバム
1. 美少女ゲームソングに愛を！！（2003年12月3日発売 / LACA-5235）オリコン93位
  1. 恋のMilkyway -Leonid Meteors Version- - PCゲーム『Milkyway2』主題歌
    - 作詞・作曲：桃井はるこ、編曲：小池雅也

  2. いちごGO!GO! -Jumbo Parfait Version- - PCゲーム『いちご打』主題歌
    - 作詞・作曲：桃井はるこ、編曲：小池雅也

  3. OS NO YES -Seal Up Live Version- - PCゲーム『Milkyway2』挿入歌
    - 作詞・作曲：桃井はるこ、編曲：小池雅也

  4. つるぺたさんいらっしゃ〜い! -OYOYO Version- - PCゲーム『つるぺた』主題歌
    - 作詞：桃井はるこ、作曲・編曲：小池雅也

  5. 浮気してもええよ -Fickle Mix- - OVA『Milkyway』主題歌
    - 作詞・作曲：桃井はるこ、編曲：小池雅也

  6. 気持ちとまらないない -A Girl's Feelings Version- - OVA『Milkyway』主題歌
    - 作詞：mobo、作曲・編曲：小池雅也

  7. 天罰！エンジェルラビィ - PCゲーム『まじかるトワラー・エンジェルラビィ☆傑作選』OP主題歌
    - 作詞・作曲：桃井はるこ、編曲：小池雅也

  8. Angelic Magic - PCゲーム『まじかるトワラー・エンジェルラビィ☆傑作選』ED主題歌
    - 作詞・作曲：桃井はるこ、編曲：小池雅也

  9. おかしなオンナノコ - PCゲーム『スイートレガシー』イメージソング
    - 作詞：桃井はるこ、作曲・編曲：小池雅也

  10. Extentions - DCゲーム『魔女のお茶会』ED主題歌
    - 作詞・作曲：桃井はるこ、編曲：小池雅也

  11. みいたんの魔法でポン - PCゲーム『ぽぽたん』挿入歌
    - 作詞・作曲：桃井はるこ、編曲：小池雅也

  12. いっちゃえ！ぽぽたん - PCゲーム『ぽぽたん』OP主題歌
    - 作詞・作曲：桃井はるこ、編曲：小池雅也

  13. こたえ - PCゲーム『ぽぽたん』ED主題歌
    - 作詞・作曲：桃井はるこ、編曲：小池雅也
2. 萌えソングをきわめるゾ！！（2004年1月21日発売 / LACA-5236）オリコン50位
  1. SHE・KNOW・BE 〜恋の秘密〜 - PCゲーム『忍ちっく☆はぁと』OP主題歌
    - 作詞・作曲：桃井はるこ、編曲：小池雅也

  2. さみしくないもん - PCゲーム『忍ちっく☆はぁと』ED主題歌
  3. マウス Chu マウス
  4. い・ん・て・りMOUSE -Optical Mix-
  5. Anonymous…MOUSE!! - TVアニメ『MOUSE』イメージソング
    - 作詞・作曲：桃井はるこ、編曲：小池雅也

  6. がんばれ！たまちゃん - 『マジキュー』イメージソング
    - 作詞・作曲：桃井はるこ、編曲：小池雅也

  7. Magi-Cu! - 『マジキュー』イメージソング
    - 作詞・作曲：桃井はるこ、編曲：小池雅也

  8. ぽぽたん畑でつかまえて - TVアニメ『ぽぽたん』OP主題歌
    - 作詞・作曲：桃井はるこ、編曲：小池雅也

  9. POPOTAN KISS - 『ぽぽらじ』エンディング主題歌
    - 作詞・作曲：桃井はるこ、編曲：小池雅也

  10. ツルピトな恋 - PCゲーム『すくみず 〜フェチ☆になるもんっ!〜』主題歌
    - 作詞・作曲：桃井はるこ、編曲：小池雅也

  11. 泳・げ・な・い - PCゲーム『すくみず 〜フェチ☆になるもんっ！〜』挿入歌
    - 作詞：桃井はるこ、作曲・編曲：小池雅也

  12. 夏だ！海だ！スク水だ！ - PCゲーム『すくみず 〜フェチ☆になるもんっ!〜』イメージソング
    - 作詞・作曲：桃井はるこ、編曲：小池雅也

  13. Nostalgia - PCゲーム『魔女っ娘ア・ラ・モード』OP主題歌
    - 作詞・作曲：桃井はるこ、編曲：小池雅也

  14. Adolescence - PCゲーム『魔女っ娘ア・ラ・モード』ED主題歌
    - 作詞・作曲：桃井はるこ、編曲：小池雅也
3. そして伝説へ…（2004年12月22日発売 / LACA-9045）オリコン58位
  1. ラブスレイブ
  2. くじびきアンバランス
  3. ここだよ。 - 『とらのあな』イメージソング
    - 作詞・作曲：桃井はるこ、編曲：小池雅也

  4. 恐竜少女 - PCゲーム『奥さまは巫女?R 〜Pretty Fiancee〜』主題歌
    - 作詞・作曲：桃井はるこ、編曲：小池雅也

  5. らぶケロぱにっく！ - PCゲーム『ぱにっく！！けろけろ王国』主題歌
    - 作詞：現津みかみ・秋葉恵、作曲：OdiakeS、編曲：小池雅也

  6. 最初と最後のマジック - PCゲーム『奥さまは巫女？』主題歌
    - 作詞：丸谷秀人、作曲：OdiakeS、編曲：小池雅也

  7. はじめての夏 - OVA『夏色の砂時計』ED主題歌
    - 作詞・作曲：桃井はるこ、編曲：小池雅也

  8. ALIVE - PCゲーム『Alive Renewal』主題歌
    - 作詞・作曲：Witch、編曲：小池雅也

  9. わたくちはセレブリティ - 『プリンセスソフト』イメージソング
    - 作詞・作曲：桃井はるこ、編曲：小池雅也

  10. 私は巫女さんキューピット - PCゲーム『FAKE』OP主題歌
    - 作詞：桃井はるこ、作曲：mobo、編曲：mobo・小池雅也

  11. れもんのトキメキ♪ - PCゲーム『Milkyway2』主題歌
    - 作詞：Tamami、作曲：Ken Kurata、編曲：Cliche Project・小池雅也

  12. ぷりんのうた - PCゲーム『いちご打』主題歌
    - 作詞・作曲：Witch、編曲：小池雅也

  13. Which do you choose? - PCゲーム『てりるのクリスマスBOX』主題歌
    - 作詞・作曲：桃井はるこ、編曲：小池雅也

  14. かがやきサイリューム
  15. 1+1
  16. フィギュアになりたい -With ANIKI Version-
    - 作詞・作曲：桃井はるこ、編曲：mobo

  17. 天罰！エンジェルラビィ -です Live Version-

### スプリットシングル
- ぽぽたんe.p.（2003年8月6日発売 / LACM-4099） - Funtaとのスプリット盤。

1. ぽぽたん畑でつかまえて(UNDER17) - テレビアニメ『ぽぽたん』オープニング主題歌
2. S・U・K・I(Funta) - テレビアニメ『ぽぽたん』エンディング主題歌
3. Gem Stone(UNDER17 & Funta)
4. ぽぽたん畑でつかまえて(off vocal)
5. S・U・K・I(off vocal)
6. Gem Stone(off vocal)

### DVD
1. UNDER17 LIVE2003 〜萌えソングをきわめるゾ!〜（2004年5月25日発売）オリコン137位
2. ウラアンセブ（2004年12月29日発売）
3. UNDER17 FIRST LIVE TOUR FINAL そして伝説へ…（2005年1月26日発売）オリコン79位

## 後世への影響
UNDER17のファンだったAyumi.は、同ユニットの電波ソングを勝手に引きつごうと思い込んでいたと2024年の「BugBug」とのインタビューの中で明かしており、もし解散していなかったらこの分野には算入していなかっただろうと述懐している。